# Björntjärnet (Köla socken, Värmland)
Björntjärnet är en sjö i Eda kommun i Värmland och ingår i Göta älvs huvudavrinningsområde. Sjöns area är 0,0049 kvadratkilometer och den är belägen 234 meter över havet.